# Andre Clennon
Andre Clennon (Portmore, 15 agosto 1989) è un calciatore giamaicano, centrocampista dell'Humble Lions.

## Carriera

### Club
Ha giocato nella prima divisione giamaicana, in quella finlandese ed in quella azera.

### Nazionale
Nel 2009 ha partecipato al Campionato nordamericano Under-20. Nel 2015 ha partecipato alla CONCACAF Gold Cup.